# GUM
För andra betydelser, se GUM (olika betydelser).

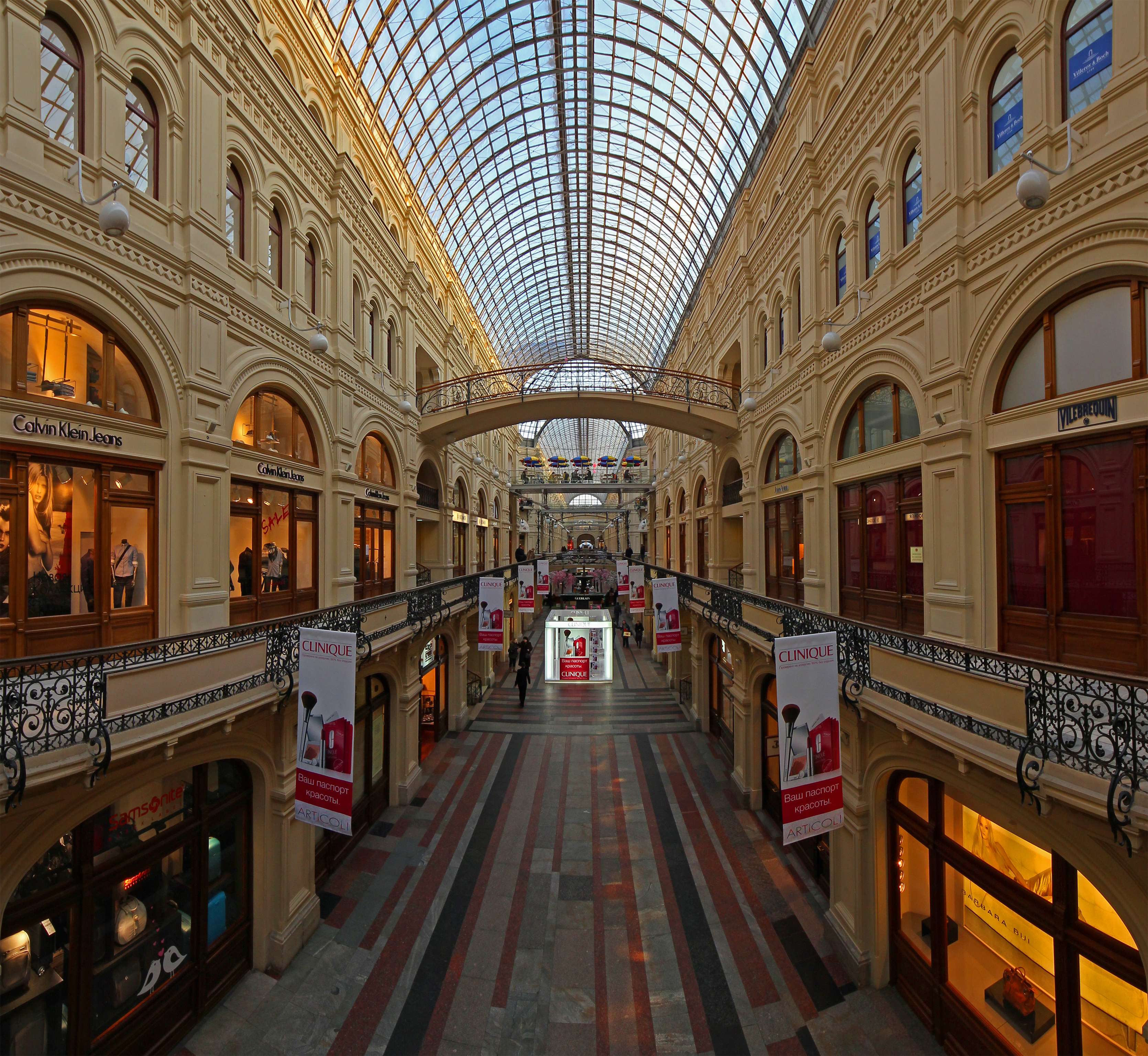
Inuti GUM.

GUM (ryska: ГУМ, Государственный универсальный магазин, Gosudarstvennyj universalnyj magazin; på svenska "statligt varuhus") är en vanlig benämning på ett stort varuhus i många ryska städer. Det mest berömda GUM ligger i Kitaj-gorod vid Röda torget i Moskva.

## GUM i Moskva
Det har bedrivits handel på samma plats sedan 1600-talet. Den nuvarande byggnaden restes mellan 1890 och 1893 av Alexander Pomerantsev och Vladimir Sjuchov, och ersatte en tidigare byggnad från början av 1800-talet. Efter den Ryska revolutionen 1917 förstatligades verksamheten, som vid denna tidpunkt omfattade cirka 1200 olika butiker. 1928 kom lokalerna istället att användas som kontorslokaler av en kommitté som ansvarade för Stalins första femårsplan. 1932 låg Stalins fru Nadezjda på lit-de-parade i byggnaden efter sitt självmord.
1953 genomfördes en omfattande renovering och varuhusverksamheten återuppstod. I samband med Sovjetunionens kollaps privatiserades GUM och kom att ägas av en varuhuskedja, Perekrjostok. Sedan maj 2005 ägs varuhuset till hälften av företaget Bosco di Ciliegi.